# Harry Secombe

## Leben
Sir Harry Donald Secombe CBE (* 8. September 1921 in Swansea, Wales; † 11. April 2001 in Guildford, England) war ein britischer Schauspieler und Sänger.
1949 bildete Harry Secombe zusammen mit Peter Sellers, Spike Milligan und Michael Bentine die „Blödeltruppe“ Goons, die ab 1951 unter dem Titel The Goon Show erfolgreich im Radio auftrat. Secombe spielte in Kinofilmen und zahllosen Fernsehsendungen und wirkte (nebenbei) auch in Musicals mit.
In der britischen Hitparade taucht sein Name zum ersten Mal 1955 mit der Arie „On With The Motley“ (Vesti la giubba) aus der 1892 veröffentlichten Oper Pagliacci von Ruggero Leoncavallo auf, ein Top-20-Hit. Sein größter Erfolg nach einer weiteren Top-20-Notierung im Jahre 1963 war im Frühjahr 1967 eine neue Version von „This Is My Song“, die es in Großbritannien auf Platz 2 brachte. Die Nummer war von Charlie Chaplin geschrieben worden.
1953 wurde Harry Secombe zum „Commander of the Order of the British Empire“ (CBE) ernannt, 1981 wurde er zu Knight Bachelor erhoben.

## Filmografie
- 1968: Oliver (Musical / UK)
- 1969: Danach (Science-Fiction-Komödie / UK)
- 1970: Ein blinder Passagier hat’s schwer (Komödie / UK)
- 1970: Song of Norway (Musical / USA)
- 1971: Die herrlichen sieben Todsünden (Komödie / UK)

## Auszeichnungen für Musikverkäufe
| Goldene Schallplatte - Australien - 2002: für das Album The Best of Harry Secombe |

Anmerkung: Auszeichnungen in Ländern aus den Charttabellen bzw. Chartboxen sind in ebendiesen zu finden.
| Land/RegionAuszeichnungen für Musikverkäufe (Land/Region, Auszeichnungen, Verkäufe, Quellen) | Silber  | Gold  | Platin | Verkäufe | Quellen     |
| -------------------------------------------------------------------------------------------- | ------- | ----- | ------ | -------- | ----------- |
| Australien (ARIA)                                                                            | —       | Gold1 | —      | 35.000   | aria.com.au |
| Vereinigtes Königreich (BPI)                                                                 | Silber1 | —     | —      | 60.000   | bpi.co.uk   |
| Insgesamt                                                                                    | Silber1 | Gold1 | —      |          |             |